# Alexandre Villaplane

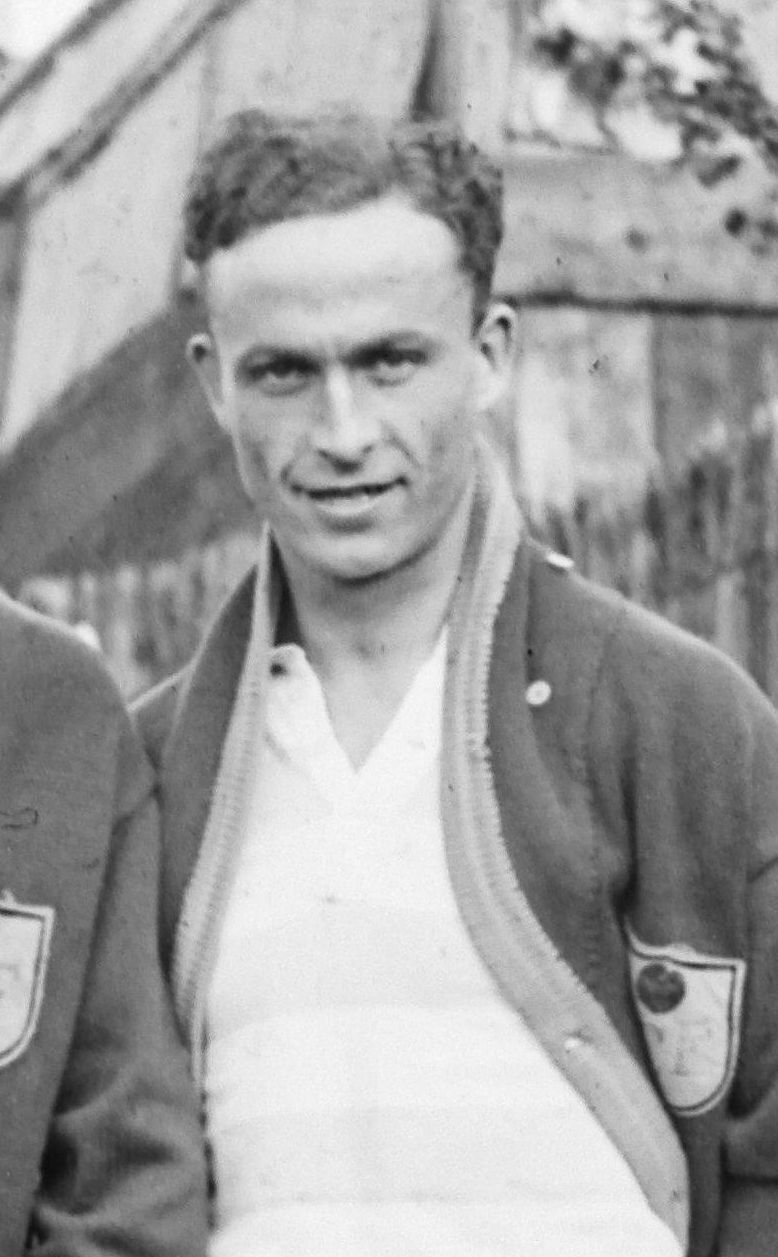
Alexandre Villaplane

Alexandre Villaplane (* 24. Dezember 1904 in Algier; † 27. Dezember 1944 in Arcueil) war bis Mitte der 1930er Jahre ein französischer Fußballspieler. Während des Zweiten Weltkriegs kollaborierte er als Anführer einer milizähnlichen Truppe mit den deutschen Besatzern des Landes, wofür er kurz nach der Befreiung zum Tode verurteilt und hingerichtet wurde.

## Vereinskarriere
Der meist kurz „Alex“ genannte Villaplane, den Le Monde als „Spielmacher von Weltklasse und eine[n] der talentiertesten Spieler seiner Generation“ bezeichnete, begann schon vor dem Ersten Weltkrieg beim Gallia Club d’Alger mit dem Fußball; daneben betätigte er sich in der Leichtathletik und im Schwimmsport. 1921 kehrte er mit seinen Eltern aus dem französischen Nordafrika in das Mutterland zurück. Mit 16 Jahren bestritt er bereits Spiele in der ersten Mannschaft des FC Cette (erst 1927 in FC Sète umbenannt). In Frankreich gab es vor der Saison 1932/33 noch keinen Profifußball und keinen landesweiten, einheitlichen Ligabetrieb; allerdings entwickelte sich gerade auch bei diesem Verein unter seinem regen Präsidenten Georges Bayrou in den 1920ern ein „verkapptes Berufsspielertum“ (amateurisme marron), was dazu führte, dass die Elf mit ihren Engländern, Schweden, Schweizern und Ungarn „wie eine Europaauswahl“ wirkte. Von daher hatte es der junge Algerienfranzose anfangs schwer, sich einen Stammplatz zu sichern, so dass er 1923 zur US Vergèze wechselte. 1924 wieder bei Cette, musste er bis Ende 1925 seinen Militärdienst ableisten, anfangs im benachbarten Montpellier und anschließend in Joinville. Darum fehlte sein Name in beiden Endspielen des französischen Landespokals während seiner dortigen Jahre in der Mannschaftsaufstellung: 1923 (2:4 gegen Red Star) stand Albert Jourda und 1924 (2:3 n. V. gegen Olympique Marseille) Marcel Domergue – beides französische Nationalspieler – auf der von Villaplane bevorzugten Mittelläuferposition. Die Internationalität des Cetter Kaders hatte auch mehrfach Proteste gegnerischer Mannschaften bezüglich der Spielberechtigung einzelner Fußballer zur Folge, woraufhin die Fédération Française de Football Begegnungen annullierte – etwa im Pokalviertelfinale 1923, als der Klub am grünen Tisch vom Wettbewerb zunächst ausgeschlossen, nachträglich aber wieder zugelassen wurde, obwohl die Halbfinals bereits ausgetragen waren, was mehrere Neuansetzungen zur Folge hatte. Ähnliches ereignete sich 1926 (gleichfalls in der Runde der letzten acht Mannschaften), wo Cette nach einem 2:1 gegen Stade Français im angeordneten Wiederholungsspiel mit 2:4 unterlag und ausschied.
Vermutlich ab Sommer 1926 trat der inzwischen in Verein und Nationalmannschaft (siehe unten) regelmäßig als linker Läufer eingesetzte Alexandre Villaplane für den SC Nîmes an, der im Pokal aber nicht sonderlich auf sich aufmerksam machen konnte. 1929 folgte sein Wechsel zum Hauptstadtklub Racing Club de France. Mit Racing erreichte er 1930 erneut ein Endspiel um die Coupe de France, und diesmal stand er dabei auch auf dem Rasen. Der letzte Erfolg blieb ihm aber erneut verwehrt, denn den Pokal gewann sein langjähriger FC Sète mit 3:1 nach Verlängerung, obwohl Villaplanes Elf mit Émile Veinante, Edmond Delfour und Raoul Diagne durchaus stark besetzt war.
Mit Einführung der professionellen Division 1 kehrte er nach Südfrankreich zurück. Im Trikot von Olympique Antibes war er dem Gewinn des ersten Meistertitels sehr nahe, denn sein neuer Verein schloss die Saison 1932/33 als Tabellenführer der Gruppe B ab und sollte eigentlich das Endspiel gegen Lille Olympique bestreiten. Aufgrund des Versuches, den Gruppengegner SC Fives zu bestechen, wurde Antibes dann allerdings zurückgestuft, und an seiner Stelle trat die AS Cannes im Finale an. Im Jahr darauf spielte Villaplane für den Ligakonkurrenten OGC Nizza; obwohl ihm persönlich acht Punktspieltreffer gelangen, wurde der OGC nur 13. von 14 Mannschaften und kehrte daraufhin dem Professionalismus vorübergehend den Rücken zu. Dies hatte 1934 Villaplanes erneuten Wechsel, diesmal zum Zweitdivisionär FC Hispano-Bastidienne Bordeaux, zur Folge, der die Spielzeit 1934/35 als abgeschlagenes Tabellenschlusslicht beendete. Der Spieler war dabei aber zu keinem einzigen Punktspieleinsatz gekommen – vermutlich aufgrund der Tatsache, dass er schon länger häufiger auf der Rennbahn als auf dem Trainingsplatz anzutreffen war. In diese Zeit fällt auch seine Verurteilung zu einer Gefängnisstrafe wegen Wettbetrugs.

### Stationen
- Gallia Club d’Alger (bis 1921, als Jugendlicher)
- Football Club de Cette (1921–1923)
- Union Sportive de Vergèze (1923/24)
- Football Club de Cette (1924–1926 oder 1927)
- Sporting Club de Nîmes (1926 oder 1927–1929)
- Racing Club de France (1929–1932)
- Olympique d’Antibes (1932/33)
- Olympique Gymnaste Club de Nice (1933/34)
- Football Club Hispano-Bastidienne de Bordeaux (1934/35)

## In der Nationalmannschaft
Zwischen April 1926 und Juli 1930 bestritt Villaplane, der auch schon mehrfach in der südfranzösischen Auswahl berücksichtigt worden war, 25 A-Länderspiele für Frankreich. Ein Treffer gelang ihm in diesem Kreis nicht; bei seinem 20. Einsatz war er allerdings erstmals Spielführer der Elf. Nachdem er 1926 binnen zwei Monaten sechs internationale Begegnungen in Folge bestritten hatte, blieb er 20 Monate unberücksichtigt – dies fiel in die Zeit seines Wechsels von Cette nach Nîmes –, worauf zwischen Februar 1928 und Mai 1929 13 Partien, erneut in Serie, folgten.
Beim olympischen Fußballturnier 1928 spielte Villaplane in Frankreichs einziger Begegnung (3:4 trotz vorübergehender 2:0-Führung gegen Italien) mit. 1930 gehörte er zum Kreis der französischen Fußballer, die an der Endrunde der ersten Weltmeisterschaft teilnahmen. In Uruguay bestritt er alle drei Partien der Bleus und lief dabei als Mannschaftskapitän auf. Nach diesem Turnier folgte noch ein 26. Länderspiel (2:3 gegen Brasilien mit Arthur Friedenreich), das der französische Verband allerdings nicht als offizielles zählt. Auch gegen Mannschaften aus dem deutschsprachigen Raum kam „Alex“ zum Einsatz: dreimal (1926, 1928 und 1930) gegen die Schweiz und 1926 gegen Österreich; bei Frankreichs erstem Länderspiel überhaupt gegen Deutschland (1:0 im März 1931) war seine internationale Karriere aber schon beendet.

## Palmarès
- Französischer Meister: Fehlanzeige
- Französischer Pokalsieger: Fehlanzeige (aber Finalist 1923 [ohne Endspieleinsatz], 1930)
- 25 A-Länderspiele (kein Treffer) für Frankreich (6 in seiner Zeit bei Cette, 13 bei Nîmes und 6 bei Racing Paris),[13] Olympiateilnehmer 1928, WM-Teilnehmer 1930
- unbekannte Anzahl von Spielen und 9 Tore (davon 1 für Antibes, 8 für Nizza)[14] in der Division 1

## Leben nach der Fußballerkarriere
Dem bereits gegen Ende seiner Karriere einsetzenden Abstieg in ein zwielichtiges Milieu folgte mit Beginn des Zweiten Weltkriegs ein noch dunkleres Kapitel in Villaplanes Biographie. Ab 1940 führte er eine Brigade von Nordafrikanern an, die im von Deutschland besetzten ebenso wie im „freien“ Teil Frankreichs mit den Besatzern kollaborierte, gegen französische Widerstandskämpfer (maquisards) vorging, sich dabei auch persönlich materiell bereicherte und einen grausamen Ruf erwarb, der ihr die Bezeichnung „SS Mohamed“ eintrug (benannt nach Mohamed el-Maadi; zu dem Themenkomplex siehe auch Milice française). Die Gruppe wurde zusammen mit anderen Einheiten der Nordafrikanischen Legion (Légion nord-africaine) Teil der Gestapo française (Carlingue); Alexandre Villaplane erhielt den Rang eines SS-Untersturmführers. Am 11. Juni 1944, einen Tag nach dem Massaker von Oradour, erteilte er im Rahmen einer Vergeltungsaktion in Mussidan den Befehl zur Erschießung von elf gefangengenommenen jungen Widerständlern und beteiligte sich auch eigenhändig an ihrer Ermordung. Nach Frankreichs Befreiung wurde er deswegen am 1. Dezember 1944 zum Tod durch Erschießen verurteilt und die Strafe am 26. Dezember 1944 im Fort de Montrouge von Arcueil vollstreckt.
Alexandre Villaplanes verbrecherischer Weg lieferte 2008 auch die Vorlage für eine nur geringfügig anonymisierte Figur in einem historischen Kriminalroman von Martin Walker (Bruno, chief of police; auf Deutsch 2009 bei Diogenes erschienen), in dem ein ehemaliger Fußballer und Nazi-Sympathisant namens Capitaine Villanova im Februar 1944 brutale Strafaktionen gegen Partisanen in Périgueux ausführt. Bereits 2004 hatte er als Carlingue-Anführer Villaplana in dem zur Zeit der alliierten Invasion in der Normandie spielenden Roman Le corps noir („Das Schwarze Korps“) von Dominique Manotti Erwähnung gefunden.

### Biografie
- Luc Briand: Le brassard, Alexandre Villaplane, capitaine des Bleus et officier nazi, Plein Jour, 2022

### Französische Fußballnationalmannschaft
- Denis Chaumier: Les Bleus. Tous les joueurs de l'équipe de France de 1904 à nos jours. Larousse, o. O. 2004 ISBN 2-03-505420-6
- Marcel Dreykopf: Fußball – das Allerletzte. Intrigen und Dummheiten aus der Welt des Fußballs. Rowohlt, Reinbek 2011, ISBN 978-3-499-62679-1
- Yves Dupont: La Mecque du football ou Mémoires d'un Dauphin. Selbstverlag, Sète 1973
- L’Équipe/Gérard Ejnès: La belle histoire. L'équipe de France de football. L’Équipe, Issy-les-Moulineaux 2004, ISBN 2-9519605-3-0
- L’Équipe/Gérard Ejnès: Coupe de France. La folle épopée. L’Équipe, Issy-les-Moulineaux 2007, ISBN 978-2-915535-62-4